# Hubert Messenböck
Hubert Messenböck (* 8. Juli 1887 in Eferding, Oberösterreich; † 22. November 1946 in Wien) war ein österreichischer Politiker.

## Leben
Nach dem Besuch der Grundschulen studierte Hubert Messenböck Philosophie und Germanistik an der Universität Wien, an der er im Jahr 1914 seinen Doktortitel erwarb. Kurzzeitig war Messenböck auch an der Universität von Paris inskribiert. Im Ersten Weltkrieg kämpfte Messenböck in der Gemeinsamen Armee Österreich-Ungarns, entging allerdings alliierter Kriegsgefangenschaft.
Ab dem Herbstsemester 1919 lehrte Messenböck als Professor für die Unterrichtsfächer Deutsch, Französisch und Latein an der Realschule im oberösterreichischen Steyr. Auch begann er sich intensiv in der Jugendarbeit zu engagieren, war rund elf Jahre Obmann des Katholischen Bildungsvereins und Mitbegründer des Vereins Frohe Jugend.
Seine politische Laufbahn begann Messenböck im Jahr 1923, als er als Spitzenkandidat seiner Partei, der Christlichsozialen Partei (CSP) zum Vizebürgermeister seiner Heimatstadt Steyr gewählt wurde. 1925 kandidierte er für seine Partei auch für einen Sitz im Oberösterreichischen Landtag. Messenböck war rund neun Jahre, von Juli 1925, bis März 1934, Abgeordneter. 1933 wurde er, wohlwissend um seine pädagogischen Erfahrungen, zum Oberösterreichischen Landesschulinspektor, gewählt. Nach seinem Ausscheiden aus der Politik übte er zwischen 1934 und 1938 das Amt des Präsidenten des Katholischen Volksvereins aus.
Während der NS-Diktatur, in der er in der Privatwirtschaft tätig war, wurde Messenböck immer wieder wegen seiner Ablehnung der NS-Ideologie von der Geheimen Staatspolizei verhaftet. Er verbrachte jeweils kurze Haftstrafen in den KZ Dachau und im KZ Flossenbürg, dennoch überlebte er diese Zeit.
1946, noch kurz vor seinem Tod, wurde er unter Bundesminister Ernst Fischer, zum Ministerialrat im Bundesministerium für Unterricht in Wien ernannt.